# Moshe Sanbar

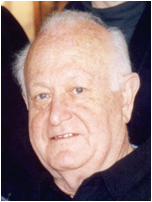
Moshe Sanbar, vor 2009

Moshe Sanbar (hebräisch משה זנבר; geboren am 29. März 1926 in Kecskemét; gestorben am 1. Oktober 2012 in Tel Aviv) war ein israelischer Ökonom ungarischer Herkunft und Gouverneur der Israelischen Zentralbank von November 1971 bis November 1976.

## Karriere
Sanbar begann ein Ökonomie-Studium an der Universität Budapest, welches er 1948 abbrach. Er emigrierte nach Palästina. Sanbar kämpfte im Israelischen Unabhängigkeits-Krieg, in dem er verletzt wurde. Er nahm das Ökonomie-Studium wieder auf und wurde Ökonom in Israel. Er war der Leiter in der Regierungskommission für kommunale Angelegenheiten bei der Bank of Israel.
Ab 1987 war er im Ruhestand und engagierte sich für überlebende Holocaust-Opfer.